# Serguei
Serguei, de son vrai nom Sergio Goizauskas, né le 28 avril 1956 à Buenos Aires, est un dessinateur de presse, auteur de bande dessinée et musicien franco-argentin. Il est principalement connu pour son activité au sein du journal Le Monde, auquel il contribue régulièrement depuis 1982.

## Activité journalistique

### Débuts
Né à Buenos Aires le 28 avril 1956, de mère argentine et de père d'origine lituanienne, Serguei est repéré à l'âge de 16 ans en remportant le premier prix du concours d'humour argentin Macedonio Fernández, présidé par les dessinateurs Miguel Brascó, Landrú et Quino. Son livre est édité par la suite aux éditions Corregidor, sous le nom Serguei O No Serguei.
À 20 ans, il part pour l'Europe pour fuir la dictature argentine. Il s'installe en France en 1978, à Paris, et commence à publier ses dessins dans la presse française. Il collabore notamment avec des journaux comme Marie-France et L'Écho des savanes, une revue de bandes dessinées, mais aussi L'Express et le NY Times.

### Collaborations actuelles
Partenaire régulier du Monde depuis 1982, Serguei publie des dessins sur des sujets d'actualité politique variés.
En 2019, il crée la polémique en dessinant une caricature négationniste et ouvertement raciste du génocide des Tutsis au Rwanda. La direction du Monde reconnaît finalement avoir publié un dessin inapproprié.

## Autres productions et collaborations
- En 1986, il crée un dessin animé au laser pour le Musée de La Villette.
- En 2000, il collabore avec le Carnaval de Nice en tant que maquettiste. Il dessine les chars d'une édition intitulée Roi de l'Odyssée.com. Cette édition est connue pour avoir marqué un tournant dans l'histoire du carnaval[4],[5].
- En 2007, pour accompagner la sortie de son livre éponyme, Serguei présente un spectacle Opéra BD sur la scène du Théâtre du Rond Point[6] à Paris.

Serguei est également pianiste, auteur-interprète et compositeur. Deux de ses disques enregistrés en studio ont été édités sur le label indépendant Nocturne. L'Homme Nu, bande-dessinée publiée dans le journal Le Monde sous forme de chronique, a fait l'objet d'une œuvre musicale en édition conjointe.
Serguei a exposé à plusieurs reprises ses œuvres dans la galerie d'art Marie-Thérèse Cochin, à Paris.

## Œuvres

### Bande-dessinées
- 1987 : La vie exemplaire de l'employé de bureau, Éditions Denoël
- 2007 : L'Homme Nu, Éditions Nocturne

### Recueils de dessins
- 1974 : Serguei O No Serguei, Éditions Corregidor
- 1989 : Et pourtant, elle tourne, recueil de dessins édité par Le Monde.
- 1997: “L’écriture de soi” dessin de presse éditée par le monde
- 2000 : Nice Carnaval, hors-série contenant les illustrations ayant servi à la construction des chars pour le carnaval de Nice de 2000.

### Romans illustrés
- 1984 : Le Cirque en Fuite, Éditions Grandir
- 1990 : Il était une fois à l'Est, Éditions Denoël
- 1994 : L'Ivresse des livres, Éditions Stock
- 2001 : Dieu, Les Anges et La Femme, Éditions du Seuil
- 2020 : Le Tango du dessinateur, Éditions Herodios

### Discographie
- 1997 : Falistanie, auteur, compositeur, pianiste
- 2003 : Revolution Tangera, auteur et compositeur, Éditions Nocturne
- 2007 : L'Homme Nu, auteur, compositeur et interprète, Éditions Nocturne

## Distinctions
Il reçoit en 1985 le prix du Conseil de l'Europe. En 1986, le Salon International de l'humour de Bordighera (Italie) le récompense de la palme d'or.